# Regimiento de Infantería Mecanizado 6
El Regimiento de Infantería Mecanizado 6 "Grl. Viamonte" (RI Mec 6) es una unidad de infantería del Ejército Argentino con asiento de paz en la guarnición militar de Toay, Provincia de La Pampa, y dependiente de la X Brigada Mecanizada "Tte. Gral. Nicolás Levalle", en el marco de la Fuerza de Despliegue Rápido.

## Historia
El Regimiento tiene sus orígenes en el Cuerpo de Arribeños que combatieron durante las Invasiones Inglesas (1806-1807).
En el año 1917 el Regimiento de Infantería 5 pasó a depender de la III Brigada de Infantería, 2.ª División de Ejército. A partir de 1930 dependió en forma directa del Comando de la 2.ª División de Ejército.
Entre los años 1975 y 1977 el Regimiento participó del combate contra fuerzas irregulares en la provincia de Buenos Aires y en la Operativo Independencia.
En la época del '75, el Regimiento de Infantería 6 integró el Agrupamiento A que se desplazó a la provincia de Tucumán por orden del Comando General del Ejército para reforzar la V Brigada de Infantería que llevaba adelante el Operativo Independencia. El Agrupamiento A se turnaba con los Agrupamientos B y C, creados para el mismo fin.

### Guerra de las Malvinas
El Regimiento de Infantería 6 bajo el mando del teniente coronel Jorge Halperín sirvió en el lado sur del dispositivo de defensa de Puerto Argentino que conducía el comandante de la X Brigada de Infantería Mecanizada, general de brigada Oscar Jofre.
El 10 u 11 de abril el mando de la X Brigada asignó una compañía del Regimiento de Infantería 1 «Patricios» al RI 6 para que este pueda segregar su Compañía «B» para formar una reserva helitransportada. La nueva subunidad se constituyó como Compañía «C». Después, el 13 de abril, el Regimiento 6 arribó a Puerto Argentino.
El 28 de mayo el comandante de la Agrupación Ejército «Puerto Argentino» Oscar Luis Jofre reestructuró las posiciones de defensa de la capital. Puso a la Compañía B (bajo órdenes del mayor Oscar Ramon Jaimet) del RI 6 (B/RI 6) en una posición entre los montes Longdon y Dos Hermanas.
El 7 de junio, el general Jofre, personalmente inspecciona y felicita al mayor Jaimet por la conducción de la Compañía B «Piribebuy» esos días, en cercanías del Río Murrell aguardando el avance de los blindados británicos. A partir del 1 de junio comienza un martilleo incesante de artillería sobre las tropas en primera línea.

«“Por el silbidos decíamos ese cae allá, ese va sobre el regimiento o cual, ese va más adelante y de repente dijimos, corramos que ese cae acá”.»
Subteniente Guillermo Corbella de la Compañía 'Piribebuy'

## Organización
- Jefe
- Plana Mayor
- Compañía de Infantería Mecanizada «A»
- Compañía de Infantería Mecanizada «B»
- Compañía Comando y Servicios
- Banda Militar «Capitán Tocagni»[11]